# Distretto di Sena
Il distretto di Sena (in thailandese: เสนา) è un distretto (amphoe) della Thailandia, situato nella provincia di Ayutthaya.